# Zorzines neocervinalis
Zorzines neocervinalis là một loài bướm đêm trong họ Noctuidae.